# Komunistyczna Partia Salwadoru
Partido Comunista de El Salvador – salwadorska partia polityczna.

## Historia
PCS została założona 30 marca 1930 roku. Po powstaniu chłopskim w styczniu 1932 roku zdelegalizowano ją. W tym czasie zginęło wielu komunistów. 
W maju 1944 r. partia uczestniczyła w strajku generalnym przeciwko dyktatorowi Maximiliano Hernández Martínez.
Od 1946 do 1948 r. działała w połowie legalnie, po czym doszło do kolejnej delegalizacji. 
W sierpniu 1946 roku odbył się II zjazd partii, który przyjął statut partii.
W 1948 roku odbył się III zjazd partii, który przyjął Program Jedności Narodowej.
W sierpniu 1950 roku odbył się IV zjazd partii.
W lutym 1964 roku odbył się V zjazd partii, który przyjął nowy statut partii i omawiał projekt reformy rolnictwa, a także projekty innych reform.
W sierpniu 1970 roku odbył się VI zjazd partii.
W 1973 r. sekretarzem generalnym partii został Schafik Jorge Handal.
W 1957, 1960 i 1969 brała udział w międzynarodowych Naradach partii Komunistycznych i Robotniczych w Moskwie. 
Jej organem prasowym była gazeta La Verdad (wydawana od 1951 r.). 